# Сын Кефалы из Амиса
Сын Кефалы из Амиса (конец II века до н. э.) — неизвестный по личному имени посол понтийского царя Митридата VI Евпатора в Херсонесе.
В последней четверти II века до н. э. обитавшие в Крыму скифы, подчинившие своей власти греческие полисы Северо-Западного Причерноморья, усилили натиск на Херсонес. Оказавшиеся в политической изоляции (также не получившие помощи от противников скифов — сарматов) херсонесцы, ранее, в 179 году до н. э., заключавшие договор о дружбе и союзе с понтийским царём Фарнаком I, обратились за поддержкой к его внуку — Митридату VI Евпатору. От имени царя эти переговоры вёл уроженец Амиса сын Кефалы, чье личное имя неизвестно. В этой связи С. Ю. Сапрыкин обратил внимание на роль Амиса для проведении политики Митридата в регионе. Как отметил А. Е. Пуздровский, сложно сказать, по какой причине понтийцы не оказали поддержку Херсонесу ранее. Возможно, что изначально возникшие обязательства к этому времени утратили свою силу, поэтому пришлось подписать новый договор. По мнению Э. И. Соломоник, скорее всего, целью дипломатической миссии являлось возобновление основных положений прежнего соглашения. При этом условия Митридата могли касаться не только военных, но и экономических вопросов, в том числе по продовольственному снабжению. Л. А. Пальцева посчитала, что были выработаны условия нового договора, приемлемые для обеих сторон. По замечанию Сапрыкина, Митридату требовалось оценить обстановку на месте, прежде чем начинать войну со скифами. Согласно обнаруженным надписям, херсонесцы предоставили царскому послу проксению. Это свидетельствует об успешности миссии сына Кефалы.